# Lijst van voetbalinterlands Nieuw-Zeeland - Zuid-Korea
Deze lijst van voetbalinterlands is een overzicht van alle officiële voetbalwedstrijden tussen de nationale teams van Nieuw-Zeeland en Zuid-Korea. De landen speelden tot op heden zeven keer tegen elkaar. De eerste ontmoeting was een wedstrijd tijdens een vriendschappelijk toernooi op 23 september 1976 in Seoel. Het laatste duel, eveneens een vriendschappelijke wedstrijd, vond plaats op 31 maart 2015 in de Zuid-Koreaanse hoofdstad.

## Wedstrijden
| № | Plaats           | Datum             | Competitie        | Wedstrijd                  | Uitslag |
| - | ---------------- | ----------------- | ----------------- | -------------------------- | ------- |
| 1 | Seoel            | 23 september 1976 | Vriendschappelijk | Zuid-Korea – Nieuw-Zeeland | 2 – 0   |
| 2 | Kuala Lumpur     | 19 oktober 1980   | Vriendschappelijk | Zuid-Korea – Nieuw-Zeeland | 1 – 2   |
| 3 | Sydney           | 25 januari 1997   | Vriendschappelijk | Zuid-Korea – Nieuw-Zeeland | 3 – 1   |
| 4 | Auckland         | 7 februari 1998   | Vriendschappelijk | Nieuw-Zeeland – Zuid-Korea | 0 – 1   |
| 5 | Auckland         | 21 januari 2000   | Vriendschappelijk | Nieuw-Zeeland – Zuid-Korea | 0 – 1   |
| 6 | Palmerston North | 23 januari 2000   | Vriendschappelijk | Nieuw-Zeeland – Zuid-Korea | 0 – 0   |
| 7 | Seoel            | 31 maart 2015     | Vriendschappelijk | Zuid-Korea − Nieuw-Zeeland | 1 − 0   |

## Samenvatting
| Competitie        | Totaal gespeeld | Winst Nieuw-Zeeland | Gelijk | Winst Zuid-Korea | Doelsaldo Nieuw-Zeeland – Zuid-Korea |
| ----------------- | --------------- | ------------------- | ------ | ---------------- | ------------------------------------ |
| Vriendschappelijk | 7               | 1                   | 1      | 5                | 3 − 9                                |
| Totaal            | 7               | 1                   | 1      | 5                | 3 − 9                                |

## Details

### Vijfde ontmoeting
| Vriendschappelijk (Auckland, Nieuw-Zeeland, 21 januari 2000): |              | |
| Nieuw-Zeeland | 0 – 1        | Zuid-Korea |
| | goals        | 66' Seo Dong-Won |
| Ken Dugdale | bondscoach   | Huh Jung-moo |
| Jason Batty 62' Chris Zoricich Jonathan Perry Gavin Wilkinson 71' Mark Atkinson Simon Elliott Ivan Vicelich Scott Jackson Raf De Gregorio 87' Chris Jackson Harry Ngata | opstellingen | Kim Byung-Ji Kang Chul 67' Kim Young-Chul Lee Im-Saeng Seo Dong-Won 75' Kim Jin-Woo Park Sung-Bae 22' Im Gwan-Shik 62' Noh Jung-yoon 82' Choi Yong-soo Ahn Jung-hwan |
| Ross Nicholson 62' Paul Urlovic 71' Jeff Campbell 87' | wissels      | 22' Park Sung-Bae 62' Kim Jae-Young 67' Lee Byung-Geun 75' Lee Min-Sung 82' Kwak Kyung-Geun                                                                          |
| Chris Zoricich 84' | gele kaarten | 31' Park Sung-Bae 33' Kang Chul 56' Lee Lim-Saeng 57' Kim Young-Chul 70' Kim Jae-Young                                                                               |

### Zesde ontmoeting
| Vriendschappelijk (Palmerston North, Nieuw-Zeeland, 23 januari 2000):                                                                                       |              | |
| Nieuw-Zeeland | 0 – 0        | Zuid-Korea |
| | goals        | |
| Ken Dugdale | bondscoach   | Huh Jung-moo |
| Ross Nicholson Che Bunce Jonathan Perry Gavin Wilkinson Ivan Vicelich Simon Elliott Chris Jackson Mark Atkinson Raf De Gregorio Scott Smith Harry Ngata 79' | opstellingen | Lee Woon-jae Kang Cheol Lee Min-Sung Lee Im-Saeng Seo Dong-Won Kim Tae-Young 75' Lee Byung-Keoun 60' Noh Jung-yoon 37' Park Sung-Bae 83' Ahn Jung-hwan 29' Kwak Kyung-Keoun |
| Mark Elrick 79' | wissels      | 29' Choi Yong-soo 37' Seol Ki-hyeon 60' Lee Gwan-Woo 75' Im Gwan-Shik 83' Kim Jin-Woo                                                                                       |
| Gavin Wilkinson 67' | gele kaarten | 47' Noh Jung-yoon 63' Ahn Jung-hwan 77' Im Gwan-Shik |

NZF · A-internationals · Bondscoaches · Statistieken · N-Zeelands vrouwenelftal · Olympisch elftal · N-Zeeland U21 · N-Zeeland U20 · N-Zeeland U19 · N-Zeeland U18 · N-Zeeland U17
1920 – 1949 ·
1950 – 1959 ·
1960 – 1969 ·
1970 – 1979 ·
1980 – 1989 ·
1990 – 1999 ·
2000 – 2009 ·
2010 – 2019 ·
2020 − 2029
WK 1982 ·
WK 2010
OS 2008 ·
OS 2012 ·
OS 2020
1922 · 
1923 · 
1924 · 
1925–1926 ·
1927 · 
1928–1932 ·
1933 · 
1934–1935 ·
1936 · 
1937 · 
1938–1945 ·
1946 · 
1947 · 
1948 · 
1949–1950 ·
1951 · 
1952 · 
1953 ·
1954 · 
1955 · 
1956 ·
1957 · 
1958 · 
1959 · 
1960 · 
1961 · 
1962 · 
1963 ·
1964 · 
1965–1966 ·
1967 · 
1968 · 
1969 · 
1970 · 
1971 · 
1972 · 
1973 · 
1975 · 
1976 · 
1977 · 
1978 · 
1979 · 
1980 · 
1981 · 
1982 · 
1983 · 
1984 · 
1985 · 
1986 · 
1987 · 
1988 · 
1989 · 
1990 · 
1991 · 
1992 · 
1993 · 
1994 · 
1995 · 
1996 · 
1997 · 
1998 · 
1999 · 
2000 · 
2001 · 
2002 · 
2003 · 
2004 · 
2005 · 
2006 · 
2007 · 
2008 · 
2009 · 
2010 · 
2011 · 
2012 · 
2013 ·
2014 ·
2015 ·
2016 ·
2017 ·
2018 ·
2019 ·
2020 ·
2021 ·
2022 ·
2023 ·
2024
Australië ·
Bahrein ·
Botswana ·
Brazilië ·
Canada ·
Chili ·
China ·
Colombia ·
Congo-Kinshasa ·
Cookeilanden ·
Costa Rica ·
Curaçao ·
Duitsland ·
Egypte ·
El Salvador ·
Engeland ·
Estland ·
Fiji ·
Frankrijk ·
Gambia ·
Georgië ·
Ghana ·
Griekenland ·
Honduras ·
Hongarije ·
Ierland ·
India ·
Indonesië ·
Irak ·
Iran ·
Israël ·
Italië ·
Jamaica ·
Japan ·
Jordanië ·
Kenia ·
Koeweit ·
Libanon ·
Litouwen ·
Maleisië ·
Marokko ·
Mexico ·
Myanmar ·
Nieuw-Caledonië ·
Noord-Ierland ·
Noorwegen ·
Oezbekistan ·
Oman ·
Papoea-Nieuw-Guinea ·
Paraguay ·
Peru ·
Polen ·
Portugal ·
Qatar ·
Rusland ·
Salomonseilanden ·
Samoa ·
Saoedi-Arabië ·
Schotland ·
Servië ·
Singapore ·
Slovenië ·
Slowakije ·
Soedan ·
Sovjet-Unie ·
Spanje ·
Tahiti ·
Taiwan ·
Tanzania ·
Thailand ·
Trinidad en Tobago ·
Tunesië ·
Turkije ·
Uruguay ·
Vanuatu ·
Venezuela ·
Verenigde Arabische Emiraten ·
Verenigde Staten ·
Wales ·
Wit-Rusland ·
Zuid-Afrika ·
Zuid-Korea ·
Zuid-Vietnam ·
Zweden
Italië (2010) ·
Schotland (1982) · 
Slowakije (2010)
KFA · A-internationals · Selecties · Bondscoaches · Zuid-Koreaans vrouwenelftal · Olympisch elftal · Zuid-Korea U21 · Zuid-Korea U20 · Zuid-Korea U19 · Zuid-Korea U18 · Zuid-Korea U17
1940 – 1949 ·
1950 – 1959 ·
1960 – 1969 ·
1970 – 1979 ·
1980 – 1989 ·
1990 – 1999 ·
2000 – 2009 ·
2010 – 2019 ·
2020 − 2029
WK 1954 · 
WK 1986 · 
WK 1990 · 
WK 1994 · 
WK 1998 · 
WK 2002 · 
WK 2006 · 
WK 2010 · 
WK 2014 · 
WK 2018
OS 1948 ·
OS 1964 ·
OS 1988 ·
OS 1992 ·
OS 1996 ·
OS 2000 ·
OS 2004 ·
OS 2008 ·
OS 2012 ·
OS 2016 ·
OS 2020
1948 ·
1949 ·
1950 · 
1951 · 1952 · 
1953 · 
1954 · 
1955 · 
1956 · 
1957 · 
1958 · 
1959 ·
1960 · 
1961 · 
1962 · 
1963 · 
1964 · 
1965 · 
1966 · 
1967 · 
1968 · 
1969 ·
1970 · 
1971 · 
1972 · 
1973 · 
1974 · 
1975 · 
1976 · 
1977 · 
1978 · 
1979 ·
1980 · 
1981 · 
1982 · 
1983 · 
1984 · 
1985 · 
1986 · 
1987 · 
1988 · 
1989 ·
1990 ·
1991 · 
1992 · 
1993 · 
1994 · 
1995 · 
1996 · 
1997 · 
1998 · 
1999 · 
2000 · 
2001 · 
2002 · 
2003 · 
2004 · 
2005 · 
2006 · 
2007 · 
2008 · 
2009 · 
2010 · 
2011 ·
2012 ·
2013 ·
2014 ·
2015 ·
2016 ·
2017 ·
2018 ·
2019 ·
2020 ·
2021 ·
2022 ·
2023 ·
2024
Afghanistan ·
Algerije ·
Angola ·
Argentinië ·
Australië ·
Bahrein ·
Bangladesh ·
België ·
Bolivia ·
Bosnië en Herzegovina ·
Brazilië ·
Brunei ·
Bulgarije ·
Burkina Faso ·
Cambodja ·
Canada ·
Chili ·
China ·
Colombia ·
Costa Rica ·
Cuba ·
Denemarken ·
Duitsland ·
Ecuador ·
Egypte ·
El Salvador ·
Engeland ·
Filipijnen ·
Finland ·
Frankrijk ·
Georgië ·
Ghana ·
Griekenland ·
Guam ·
Guatemala ·
Haïti ·
Honduras ·
Hongarije ·
Hongkong ·
IJsland ·
India ·
Indonesië ·
Irak ·
Iran ·
Israël ·
Italië ·
Ivoorkust ·
Jamaica ·
Japan ·
Jemen ·
Joegoslavië ·
Jordanië ·
Kameroen ·
Kazachstan ·
Kenia ·
Kirgizië ·
Koeweit ·
Kroatië ·
Laos ·
Letland ·
Libanon ·
Libië ·
Luxemburg ·
Macau ·
Malediven ·
Maleisië ·
Mali ·
Malta ·
Marokko ·
Mexico ·
Moldavië ·
Mongolië ·
Myanmar ·
Nederland ·
Nepal ·
Nieuw-Zeeland ·
Nigeria ·
Noord-Ierland ·
Noord-Korea ·
Noord-Macedonië ·
Noorwegen ·
Oekraïne ·
Oezbekistan ·
Oman ·
Pakistan ·
Palestina ·
Panama ·
Paraguay ·
Peru ·
Polen ·
Portugal ·
Qatar ·
Roemenië ·
Rusland ·
Saoedi-Arabië ·
Schotland ·
Senegal ·
Servië ·
Servië en Montenegro ·
Singapore ·
Slowakije ·
Soedan ·
Spanje ·
Sri Lanka ·
Syrië ·
Tadzjikistan ·
Taiwan ·
Thailand ·
Togo ·
Trinidad en Tobago ·
Tsjechië ·
Tunesië ·
Turkije ·
Turkmenistan ·
Uruguay ·
Venezuela ·
Verenigde Arabische Emiraten ·
Verenigde Staten ·
Vietnam ·
Wales ·
Wit-Rusland ·
Zambia ·
Zuid-Jemen ·
Zuid-Vietnam ·
Zweden ·
Zwitserland
Algerije (2014) · 
Australië (2015, 2) ·
België (2014) · 
Duitsland (2018) · 
Frankrijk (2006) · 
Griekenland (2010) ·
Mexico (2018) ·
Nigeria (2010) · 
Portugal (2022) · 
Rusland (2014) · 
Togo (2006) · 
Zweden (2018) ·
Zwitserland (2006)